# Enrique Vera
Enrique Daniel Vera Torres  (Asuncion, 10 maart 1979) is een Paraguayaans voormalig voetballer, die bij voorkeur als middenvelder speelde. Sinds 2025 is hij in eigen land werkzaam als hoofdtrainer van CD Carapeguá.
Vera kwam een groot deel van zijn spelerscarrière uit voor LDU Quito, waarmee hij in 2007 landskampioen werd, in 2008 de Copa Libertadores won en in 2009 de Recopa Sudamericana en de Copa Sudamericana won.
Hij kwam tot 54 optredens in het Paraguayaans voetbalelftal, waarin hij viermaal doel trof.

## Clubcarrière

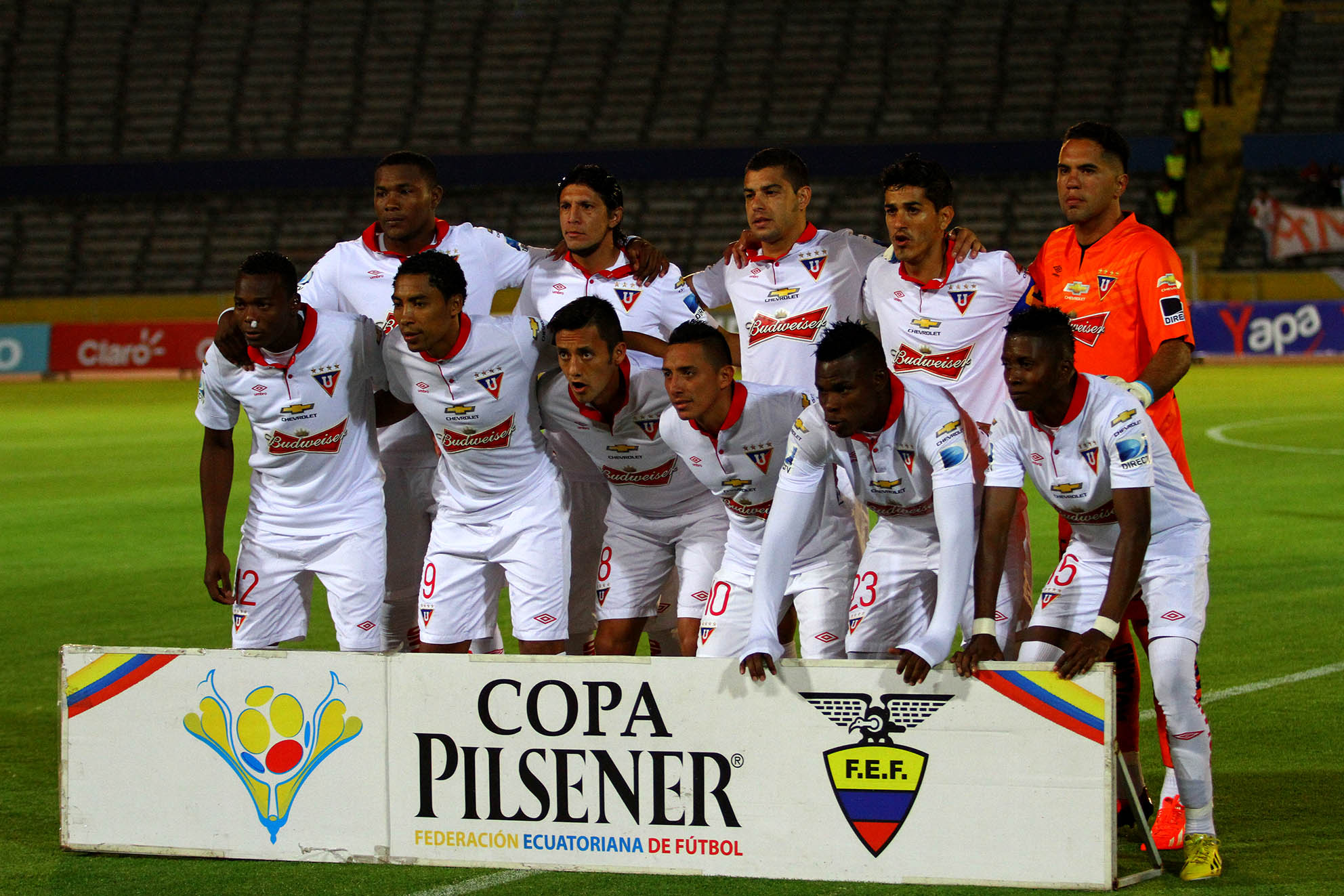
Vera (bovenste rij tweede van links), met LDU Quito in 2014

In het begin van zijn carrière speelde Vera voor verscheidene Paraguayaanse ploegen waaronder Sportivo Trinidense en Sol de América, alvorens hij naar Ecuador vertrok waar hij uitkwam voor onder meer Aucas, Olmedo en LDU Quito. Gedurende het seizoen 2008 was hij een belangrijke waarde in het team van Quito dat de Copa Libertadores won, de eerste internationale prijs voor een Ecuadoraanse club.
Vlak na het winnen van dit toernooi tekende Vera bij het Mexicaanse Club América. Het liep niet uit op een succes en na een seizoen werd hij in juni 2009 verhuurd aan zijn oude club LDU Quito. Tijdens zijn terugkeer won hij met de club de Recopa Sudamericana en de Copa Sudamericana. Voorafgaand aan het WK 2010, waaraan hij deelnam met het Paraguayaans voetbalelftal, werd Vera door Club América verkocht aan Atlas Guadalajara.
Na een onsuccesvolle periode bij Atlas keerde hij terug naar Ecuador voor zijn derde periode bij LDU Quito. Hij speelde zes jaar voor de club alvorens hij op 1 januari 2017 verkaste naar Sportivo Luqueño. Na een half jaar vertrok hij al bij de club en ging de inmiddels 38-jarige Vera aan de slag bij América de Quito, uitkomend op het derde Ecuadoraanse niveau.

## Interlandcarrière
Vera werd in 2007 voor het eerst opgeroepen voor het Paraguayaans voetbalelftal door bondscoach Gerardo Martino. Hij heeft sindsdien deelgenomen aan de Copa América 2007 en het WK 2010. Hij scoorde in de eerste helft van Paraguay's tweede groepswedstrijd tegen Slowakije.

### Interlanddoelpunten
| Interlanddoelpunten van Enrique Vera voor Paraguay | Interlanddoelpunten van Enrique Vera voor Paraguay | Interlanddoelpunten van Enrique Vera voor Paraguay | Interlanddoelpunten van Enrique Vera voor Paraguay | Interlanddoelpunten van Enrique Vera voor Paraguay | Interlanddoelpunten van Enrique Vera voor Paraguay | Interlanddoelpunten van Enrique Vera voor Paraguay |
| №                                                  | Datum                                              | Wedstrijd                                          | Uitslag                                            | Soort wedstrijd                                    | Doelpunten                                         |                                                    |
| -------------------------------------------------- | -------------------------------------------------- | -------------------------------------------------- | -------------------------------------------------- | -------------------------------------------------- | -------------------------------------------------- | -------------------------------------------------- |
| 1.                                                 | 19 november 2008                                   | Oman - Paraguay                                    | 0 – 1                                              | Vriendschappelijk                                  | 1                                                  |                                                    |
| 2.                                                 | 2 juni 2010                                        | Griekenland - Paraguay                             | 0 – 2                                              | Vriendschappelijk                                  | 1                                                  |                                                    |
| 3.                                                 | 20 juni 2010                                       | Slovenië - Paraguay                                | 0 – 2                                              | WK 2010                                            | 1                                                  |                                                    |
| 4.                                                 | 10 augustus 2010                                   | Paraguay - Costa Rica                              | 2 – 0                                              | Vriendschappelijk                                  | 1                                                  |                                                    |

## Erelijst
LDU Quito
- Serie A (1): 2007
- Copa Libertadores (1): 2008
- Recopa Sudamericana (1): 2009
- Copa Sudamericana (1): 2009